# Саврасов, Сергей Афанасьевич
Сергей Афанасьевич Саврасов (4 июля 1902, Архангельск  — 1973, Москва) – советский организатор кинопроизводства, директор Московского кинокомбината (1933–1934), в разные годы заместитель директора киностудии «Мосфильм».

## Биография
Председатель губотдела Союза работников искусств (РАБИС) в Архангельске.
В 1933–1934 годах – директор Москинокомбината.
В 1937–1938 годах работал на Ялтинской киностудии, которая на это время была передана в ведение «Мосфильма».
В 1938–1941 годах – заместитель директора киностудии «Мосфильм».
В годы Великой Отечественной войны служил старшим политруком инженерно-химического полка МПВО НКВД, который занимался разминированием неразорвавшихся бомб в Москве. Участвовал в параде на Красной площади 7 ноября 1941 года. Награжден медалью «За отвагу». Демобилизован 21 января 1945 года.
С 1945 по 1947 год – снова заместитель директора киностудии «Мосфильм».
8 июля 1947 года утвержден заместителем министра кинематографии Казахской ССР, а 14 октября 1947 года — директором Алма-Атинской киностудии художественных фильмов, членом коллегии Министерства кинематографии Казахской ССР.
Постановлением ЦК КПК от 15 июня 1948 года освобожден от должности директора киностудии с формулировкой «за неудовлетворительное руководство студией и нарушение финансовой дисциплины», но оставлен в должности заместителя министра.
Затем вернулся на «Мосфильм». Работал директором Третьего творческого объединения киностудии.

## Награды
- Орден «Знак Почёта» (6 марта 1950 года) — за выдающиеся заслуги в развитии советской кинематографии, в связи с 30-летием[2].
- Медаль «За отвагу»
- Медаль «За оборону Москвы»
- Медаль «За победу над Германией в Великой Отечественной войне 1941—1945 гг.»